# Saint-Rémy-de-Chargnat
Saint-Rémy-de-Chargnat è un comune francese di 565 abitanti situato nel dipartimento del Puy-de-Dôme nella regione dell'Alvernia-Rodano-Alpi.

## Società

### Evoluzione demografica
Abitanti censiti